# Ahmad Suradji
Ahmad Suradji, conosciuto anche come Nasib Kelewang (Medan, 10 gennaio 1949 – Giacarta, 10 luglio 2008), è stato un serial killer indonesiano, forse il più prolifico di tutta l'Indonesia. Ha ucciso almeno 42 donne.

## Stregone assassino
Ahmad Suradji era un allevatore di bestiame che viveva nella periferia di Medan, capitale della Sumatra Settentrionale, in Indonesia. Era trigamo: infatti era sposato con tre mogli, tutte sorelle. Come professione era un “Dukun”, ossia uno “stregone” o “sciamano”. Il suo soprannome era “Datuk Maringgi”. La sua vita trascorse apparentemente tranquilla fino al 1988, anno in cui disse di avere fatto un sogno, dove il fantasma di suo padre gli avrebbe detto di uccidere 70 donne e di berne la saliva; solo così sarebbe ‘'diventato un guaritore mistico'’ e avrebbe ‘'accresciuto i suoi poteri'’. Suradji credette al sogno e da quell'anno iniziò a uccidere pur di compiere il suo intento.
Le sue vittime erano tutte giovani donne (molte di esse erano prostitute) di età compresa tra gli 11 e i 30 anni della sua città. Venivano in casa sua per farsi dare consigli spirituali su come diventare più belle, sane e ricche in cambio di 200/400 $; lo stregone, dopo averle ospitate, le strangolava con un cavo, ne beveva la saliva, le spogliava e le seppelliva in una piantagione di canna da zucchero vicino a casa sua. Le loro teste erano rivolte verso casa sua; secondo Suradji questa cosa gli avrebbe dato maggiore potenza. Le sue tre mogli non lo fermarono; al contrario, erano al corrente dei suoi delitti e lo aiutavano a occultare i corpi. Gli omicidi partirono dal 1988. Nessuno sospettò di lui: era molto conosciuto dalla gente del paese per i suoi “poteri curativi”. In generale, la credenza alla stregoneria in Indonesia è abbastanza popolare, specialmente nelle zone rurali.

## L'arresto
Lo sciamano fu arrestato il 2 maggio del 1997 a seguito della segnalazione del padre di una delle vittime; gli agenti avevano connesso la morte della ragazza a una visita che avrebbe fatto quel giorno da un tale stregone molto noto. Quando trovarono il corpo in un campo vicino a casa sua, lo arrestarono. Egli confessò di avere ucciso 16 donne in cinque anni; gli agenti successivamente controllarono casa sua e trovarono i vestiti di molte altre persone; vistosi scoperto, confessò infine 42 omicidi. I rimanenti 41 cadaveri furono recuperati dalla sua piantagione. La polizia successivamente chiese ai residenti locali di segnalargli eventuali sparizioni: circa 80 famiglie denunciarono la scomparsa di un membro di sesso femminile. Le vittime di Suradji potrebbero quindi essere molte di più, fino a oltre 70/80.

## La fine
Il processo si aprì l'11 dicembre del 1997. Gli imputati erano accusati di almeno 42 omicidi, verbalizzati in 363 pagine; apparentemente le ricerche degli scomparsi si erano fermate. Suradji e la più vecchia delle sue tre mogli, Tumini, curiosamente sostennero di essere innocenti. Il 27 aprile 1998 a Lubuk Pakam, Giacarta, fu giudicato colpevole di tutti i crimini a lui commessi e condannato a morte. Tumini fu dichiarata colpevole di complicità e condannata al carcere a vita. Amnesty International tentò all'ultimo minuto di fermare l'esecuzione, ma fu inutile.
Venne fucilato da un plotone d'esecuzione il 10 luglio 2008. Il suo ultimo desiderio fu quello di rivedere sua moglie (non si sa quale delle tre, probabilmente Tumini). Il suo corpo rimase a lungo in un ospedale perché i parenti delle vittime si erano riuniti nel cimitero dove doveva essere sepolto, forse con l'intenzione di boicottare il funerale. Questa reazione era già stata prevista. Attorno al periodo della sua morte venne arrestato Verry Henyansyha, un altro killer indonesiano che compì 11 omicidi.